# Eduardo Siqueira Campos
José Eduardo Siqueira Campos GOMM (Campinas, 4 de março de 1959) é um empresário, pedagogo e político brasileiro, filiado ao Podemos (PODE). Ao longo de sua trajetória, representou o estado do Tocantins como senador, deputado federal e deputado estadual. Atualmente, é prefeito de Palmas, capital do Tocantins, cargo que já exerceu entre 1993 e 1997. Em junho de 2025, foi preso pela Polícia Federal a pedido do ministro do STF Cristiano Zanin.

## Biografia

### Carreira política
Filho de Aureni Siqueira Campos e José Wilson Siqueira Campos. Formado em Pedagogia pelo Centro de Ensino Unificado de Brasília em 1985, acompanhou as articulações de seu pai em favor da criação do Tocantins pela nova Constituição. Mediante o êxito da proposta, seu pai elegeu-se governador e Eduardo Siqueira Campos elegeu-se deputado federal pelo novo estado via PDC em 1988 sendo reeleito em 1990. No curso do mandato votou a favor do impeachment de Fernando Collor em 1992, mesmo ano onde foi eleito prefeito de Palmas. Durante o mandato migrou para legendas como PPR e PPB antes de acompanhar seu pai na filiação ao PFL.
Em 1998 seu pai renunciou ao mandato de governador para disputar a reeleição, embora pudesse fazê-lo no exercício do cargo. Tal manobra foi executada para permitir a candidatura de Eduardo Siqueira Campos a senador, algo proibido pela Constituição caso seu genitor estivesse à frente do Palácio Araguaia e como o Executivo estadual foi entregue a Raimundo Boi, Siqueira Campos pôde ser reconduzido ao poder e seu filho assegurou um mandato de senador. Candidato a reeleição via PSDB em 2006, foi derrotado pela candidata do PFL, Kátia Abreu.
Em 2005, ainda como senador, foi admitido pelo presidente Luiz Inácio Lula da Silva à Ordem do Mérito Militar no grau de Grande-Oficial.
Durante o quarto mandato de seu pai como governador do Tocantins foi secretário de Planejamento e depois secretário de Relações Institucionais, cargos aos quais renunciou para eleger-se deputado estadual via PTB em 2014 e reeleger-se pelo DEM em 2018.
Filiou-se ao Podemos em setembro de 2023.
Em 2024, foi eleito prefeito de Palmas derrotando no segundo turno Janad Valcari.

### Prefeitura de Palmas
Eduardo Siqueira Campos, candidato do Podemos, foi eleito prefeito de Palmas em 27 de outubro de 2024. A apuração foi finalizada pelo Tribunal Superior Eleitoral (TSE), com 100 por cento das urnas apuradas. Ao final da votação, Eduardo teve 78.673 votos (53,03 por cento) e Janad Valcari 69.684 votos (46,97 por cento).

### Família
Eduardo Siqueira Campos é casado com Polyanna Marques Siqueira Campos e é pai de sete filhos. Em janeiro de 2011, perdeu o seu filho, Gabriel Marques Siqueira Campos, de apenas onze anos num trágico acidente aéreo.

## Controvérsias
Foi um dos alvos da 12ª fase da Operação Acrônimo, levado a depor coercitivamente em novembro de 2016, depois de ter sido mencionado na delação premiada de Benedito Oliveira. Benedito disse ter pago propina para o político em 2012, quando o pai dele, José Wilson Siqueira Campos, era governador do Tocantins.
Em fevereiro de 2017 foi deflagrada a 3º fase da Operação Ápia, após a descoberta de um novo núcleo criminoso, que segundo as investigações do Ministério Público Federal e a Polícia Federal era ligado ao deputado Siqueira Campos. O deputado era o suposto beneficiado de um esquema de corrupção na Agência de Máquinas e Transportes (Agetrans).
É investigado pelo Ministério Público Federal e a Polícia Federal no âmbito das operações Ápia, Acrônimo e Operação Sisamnes, do qual foi preso em junho de 2025.

### Prisão
Em 27 de junho de 2025 foi preso pela Polícia Federal no âmbito da Operação Sisamnes, acusado de esquema de venda de decisões judiciais envolvendo gabinetes do Superior Tribunal de Justiça (STJ). A prisão foi autorizado por Cristiano Zanin, ministro do Supremo Tribunal Federal (STF).